# Belagerung von Brüssel
Europäischer Kriegsschauplatz:

Mollwitz* – Chotusitz* – Simbach – Dettingen – Toulon – Pfaffenhofen – Tournai – Fontenoy – Hohenfriedberg** – Soor** – Hennersdorf** – Kesselsdorf** – Brüssel – Piacenza – Namur – Roucourt – Kap Finisterre 1 – Lauffeldt – Assietta –  Bergen op Zoom – Kap Finisterre 2 – Maastricht
(*) Erster Schlesischer Krieg – (**) Zweiter Schlesischer Krieg
Indischer Kriegsschauplatz:

Erster Karnatischer Krieg
Amerikanischer Kriegsschauplatz:

War of Jenkins’ Ear – King George’s War
Die Belagerung von Brüssel dauerte von Januar bis Februar 1746 und war Teil des Österreichischen Erbfolgekrieges. Eine französische Armee unter dem Kommando von Lieutenant général Maurice de Saxe belagerte und eroberte die Hauptstadt der Österreichischen Niederlande.
1745 war ein großer Teil der britischen Armee auf dem Festland nach England zurückbeordert worden, um den Aufstand der Jakobiter und Charles Edward Stuart niederzuschlagen. So konnten den Franzosen nur noch wenige Truppen entgegengestellt werden. Ermutigt durch diese Tatsache zog der Maréchal de Saxe vor Brüssel und schloss am 29. Januar die Stadt ein.
Am 2. Februar musste der Marschall wegen Erkrankung aber das Kommando an den Generalleutnant Breze abgeben, erst am 18. konnte er wieder an der Belagerung teilnehmen.
In der Nacht von 7. auf den 8. Februar wurden die Laufgräben gegenüber dem Hornwerk Sckarbeck geöffnet, in der folgenden Nacht bereits die zweite Parallele. Man kam gut voran aber in der Nacht vom 11./12 erfolgte ein Ausfall mit 2000 Mann, am Tag gelang es den Belagerungen dann dort eine Batterie zu errichten. Am 15. erfolgte ein weiterer Ausfall, bei dem der General van der Duyn verwundet wurde.
In der Nacht vom 19./20 wurde ein Sturm auf das Hornwerk unternommen. Die Franzosen wurden zurückgeschlagen, aber es war klar, dass die Festung nicht mehr zu halten war. Die Verteidiger sahen sich daraufhin gezwungen zu kapitulieren, auch um ein Plündern der Stadt zu verhindern. Die Besatzung ging in Kriegsgefangenschaft, darunter Adam Adrian van der Duyn (1683–1753) als Kommandeur der niederländischen und FZM Chanclos als Kommandeur der Österreicher.
Als Folge musste sich der Gouverneur der Österreichischen Niederlande, Wenzel Anton von Kaunitz-Rietberg mit seiner Administration nach Antwerpen zurückziehen. Diese Belagerung zog eine schwerwiegende Änderung in den Ansichten der österreichischen Alliierten nach sich, besonders Großbritannien und die Vereinigten Niederlande, die sich als Beschützer Brüssels betrachtet hatten. Als Spätfolge dessen fand sich Kaunitz ein Jahrzehnt später als Unterhändler in den österreichisch-französischen Verhandlungen wieder, als Österreich sich von Großbritannien ab- und Frankreich zuwendete, womit im Siebenjährigen Krieg Österreich zum Verbündeten Frankreichs wurde.
Nach Brüssel wurden weitere Städte und Festungen in den Österreichischen Niederlanden von Frankreich erobert, wie Mons und Namur.
Brüssel blieb bis zum Abschluss des Vertrages von Aachen 1748 in französischer Hand. Im Januar 1749 verließen die Franzosen die Stadt wieder und gaben sie an Österreich zurück.